# The Beat Goes On (sång)
The Beat Goes On är en låt skriven av Sonny Bono och lanserad som singel av Sonny & Cher tidigt 1967. Låten togs med på albumet In Case You're in Love. The Beat Goes On blev i USA gruppens andra största hit efter "I Got You Babe". Studiomusikerna på skivan är medlemmar i det som kom att kallas "The Wrecking Crew" som medverkade på många popinspelningar som gjordes i Los Angeles på 1960-talet. Carol Kaye utvecklade till exempel låtens distinkta basslinga.
Låttiteln återfinns på Sonny Bonos gravsten.

## Listplaceringar
| Lista (1966-1967) | Position                              |
| ----------------- | ------------------------------------- |
| Australien        | 14 (Go Set)                           |
| Finland           | 24                                    |
| Flandern          | 5                                     |
| Frankrike         | 17                                    |
| Kanada            | 3 (RPM)                               |
| Nederländerna     | 7                                     |
| Nya Zeeland       | 10 (NZ Listner)                       |
| Storbritannien    | 29                                    |
| Sverige           | - (Testad på Tio i topp, ej inröstad) |
| USA               | 6 (Billboard Hot 100)                 |
| Vallonien         | 6                                     |
| Västtyskland      | 24                                    |